# Emmanuel Cascione
Emmanuel Cascione (Catanzaro, 22 settembre 1983) è un allenatore di calcio ed ex calciatore italiano, di ruolo centrocampista.

## Biografia
Il padre Armando Cascione è stato calciatore e, tra l'altro, ha disputato una stagione con la Reggina, come Emmanuel, in Serie B nel 1989-1990.
Ha anche un fratello minore, Davide (nato nel 1987), che come lui ha mosso i primi passi da calciatore professionista con la Pistoiese: proprio in omaggio all'anno di nascita del fratello ha deciso di indossare l'87 come numero di maglia alla sua prima stagione a Rimini.

## Caratteristiche tecniche

### Giocatore
Può giocare sia come mediano davanti alla difesa sia come centrocampista centrale sia in un centrocampo a quattro che in uno a tre. Ottime qualità difensive. Possiede un gran tiro dalla distanza.

## Carriera

### Giocatore

#### Gli inizi
Dopo una esperienza in Inghilterra, nel West Ham, torna in Italia, trasferendosi alla Pistoiese, dove rimane per quattro stagioni. Qui disputa un campionato di Serie B e tre campionati di Serie C1, totalizzando in tutto 76 presenze e 5 gol in campionato, oltre a 10 partite di coppa.
Passa poi al Rimini dove gioca due anni in Serie B, scendendo in campo 56 volte e siglando 4 reti.
Nell'estate 2007 viene acquistato dalla Reggina dove ritrova Massimo Ficcadenti, suo allenatore ai tempi della Pistoiese, che gli dà l'opportunità di debuttare in Serie A nella stagione 2007-2008. La stagione seguente la squadra retrocede in Serie B. Nelle stagioni successive alla prima, gioca sempre meno, forse per screzi con l'allenatore o la società, perdendo il posto da titolare.

#### Pescara
Il 16 luglio 2010 passa in compartecipazione al Pescara. Sotto la guida di Eusebio Di Francesco, il 25 settembre contro il Torino trova il suo primo gol con la maglia del Pescara. Il 24 giugno 2011 il Pescara riscatta alle buste l'altra metà del cartellino del giocatore dalla Reggina.
Il 30 agosto 2011 segna il gol del decisivo 3-2 contro l'Empoli nella seconda giornata di campionato. Il 6 gennaio 2012 mette a segno il suo quarto gol stagionale nella partita vinta per 4-2 sul campo della Nocerina (la rete segnata è quella dell'1-1). In questa occasione stabilisce il suo record di marcature in una sola stagione, superando i tre gol segnati nelle stagioni 2004-2005 con la Pistoiese e 2010-2011 con il Pescara: il record viene poi battuto con la rete al Crotone, nella vittoria dei biancazzurri all'Ezio Scida il 31 gennaio 2012.
Il 20 maggio 2012 ottiene con la sua squadra la promozione in Serie A, vincendo per 3 a 1 contro la Sampdoria allo Stadio Ferraris di Genova. La stagione appena conclusasi è stata, sotto la guida di Zeman, la più prolifica per lui in termini realizzativi.
Durante la pausa estiva prolunga fino al 2015 il contratto con i biancoazzurri.
Torna a giocare in Serie A il 26 agosto 2012, nella partita persa 0-3 all'Adriatico contro l'Inter. Realizza la sua prima rete in Serie A il 10 novembre, nella sconfitta interna (1-6) contro la Juventus. Anche il secondo gol in Serie A viene realizzato alla Juventus, nella partita di ritorno, con un bel sinistro da 35 metri, centrando l'incrocio dei pali alla sinistra di Storari.

#### Cesena, Santarcangelo e Forlì
Il 25 agosto 2013 lascia il Pescara per trasferirsi al Parma, che lo cede subito in prestito al Cesena. In cinque stagioni mette insieme complessivamente 118 presenze e 9 gol.
Nel 2018, dopo il fallimento dei romagnoli, si accasa al Santarcangelo in Serie D con cui colleziona 14 presenze e andando in rete in 3 occasioni, ma l'esperienza con i gialloblù dura pochi mesi: il 18 dicembre viene ingaggiato a titolo definitivo dal Forlì sempre in D.

### Allenatore
Nell'estate del 2019, Cascione inizia la sua esperienza da allenatore sulla panchina del Cattolica S.M., con cui concluderà la stagione al quattordicesimo posto nel girone F di Serie D.
Il 1º settembre 2020, viene ingaggiato dal Napoli come allenatore della Primavera per la stagione 2020-2021 e, poco dopo, inizia anche a frequentare a Coverciano il corso per acquisire la licenza UEFA A, necessaria per poter allenare le prime squadre fino alla Serie C ed essere allenatori in seconda in Serie A e B. Il campionato si conclude con un successo: i ragazzi di Cascione concludono terzi nel loro girone (dietro solo a Lecce e Pescara), accedendo così agli spareggi per la promozione in Primavera 1, che ottengono battendo il Parma ai calci di rigore.
Terminata l'esperienza a Napoli, nell'estate del 2021 Cascione viene chiamato dal Sassuolo per guidare la formazione Under-18 nel campionato sperimentale di categoria. Con la stessa squadra, partecipa anche al Torneo di Viareggio del 2022, in cui porta i giovani nero-verdi alla vittoria del loro secondo titolo nella competizione, dopo il successo del 2017.
Nell'estate 2022 assume la guida della Pistoiese, in Serie D. L'esperienza con gli arancioni toscani però si chiude in anticipo. Infatti il 25 ottobre seguente, dopo la sconfitta contro il Forlì, viene esonerato.
Il 18 marzo 2024 viene assunto come nuovo tecnico del Pescara, settimo in Serie C, in sostituzione del dimissionario Giovanni Bucaro; fa così ritorno nei ranghi del club abruzzese undici anni dopo l’esperienza da calciatore. Termina la stagione regolare al sesto posto e ai play-off del girone viene eliminato dalla Juventus Next Gen al secondo turno.
Nell'estate 2024 viene annunciato come nuovo allenatore del San Marino, club di Serie D. Il 13 novembre dello stesso anno, dopo un brutto avvio di campionato, viene esonerato.

## Statistiche

### Presenze e reti nei club
| Stagione         | Squadra          | Campionato       | Campionato | Campionato | Coppe nazionali | Coppe nazionali | Coppe nazionali | Coppe continentali | Coppe continentali | Coppe continentali | Altre coppe | Altre coppe | Altre coppe | Totale | Totale |
| Stagione         | Squadra          | Comp             | Pres       | Reti       | Comp            | Pres            | Reti            | Comp               | Pres               | Reti               | Comp        | Pres        | Reti        | Pres   | Reti   |
| ---------------- | ---------------- | ---------------- | ---------- | ---------- | --------------- | --------------- | --------------- | ------------------ | ------------------ | ------------------ | ----------- | ----------- | ----------- | ------ | ------ |
| 2000-2001        | West Ham         | PL               | 0          | 0          | FACup+CdL       | 0               | 0               | -                  | -                  | -                  | -           | -           | -           | 0      | 0      |
| 2001-2002        | Pistoiese        | B                | 5          | 0          | CI              | 0               | 0               | -                  | -                  | -                  | -           | -           | -           | 5      | 0      |
| 2002-2003        | Pistoiese        | C1               | 23         | 0          | CI+CI-C         | 2+0             | 0               | -                  | -                  | -                  | -           | -           | -           | 25     | 0      |
| 2003-2004        | Pistoiese        | C1               | 18         | 2          | CI-C            | 3               | 0               | -                  | -                  | -                  | -           | -           | -           | 21     | 2      |
| 2004-2005        | Pistoiese        | C1               | 30         | 3          | CI-C            | 5               | 0               | -                  | -                  | -                  | -           | -           | -           | 35     | 3      |
| Totale Pistoiese | Totale Pistoiese | Totale Pistoiese | 76         | 5          |                 | 10              | 0               |                    | -                  | -                  |             | -           | -           | 86     | 5      |
| 2005-2006        | Rimini           | B                | 28         | 2          | CI              | 2               | 0               | -                  | -                  | -                  | -           | -           | -           | 30     | 2      |
| 2006-2007        | Rimini           | B                | 28         | 2          | CI              | 0               | 0               | -                  | -                  | -                  | -           | -           | -           | 28     | 2      |
| Totale Rimini    | Totale Rimini    | Totale Rimini    | 56         | 4          |                 | 2               | 0               |                    | -                  | -                  |             | -           | -           | 58     | 4      |
| 2007-2008        | Reggina          | A                | 30         | 0          | CI              | 3               | 0               | -                  | -                  | -                  | -           | -           | -           | 33     | 0      |
| 2008-2009        | Reggina          | A                | 3          | 0          | CI              | 1               | 0               | -                  | -                  | -                  | -           | -           | -           | 4      | 0      |
| 2009-2010        | Reggina          | B                | 27         | 2          | CI              | 2               | 0               | -                  | -                  | -                  | -           | -           | -           | 29     | 2      |
| Totale Reggina   | Totale Reggina   | Totale Reggina   | 60         | 2          |                 | 6               | 0               |                    | -                  | -                  |             | -           | -           | 66     | 2      |
| 2010-2011        | Pescara          | B                | 30         | 3          | CI              | 1               | 0               | -                  | -                  | -                  | -           | -           | -           | 31     | 3      |
| 2011-2012        | Pescara          | B                | 39         | 6          | CI              | 1               | 0               | -                  | -                  | -                  | -           | -           | -           | 40     | 6      |
| 2012-2013        | Pescara          | A                | 30         | 2          | CI              | 2               | 1               | -                  | -                  | -                  | -           | -           | -           | 32     | 3      |
| Totale Pescara   | Totale Pescara   | Totale Pescara   | 99         | 11         |                 | 4               | 1               |                    | -                  | -                  |             | -           | -           | 103    | 12     |
| 2013-2014        | Cesena           | B                | 26+4       | 6+1        | CI              | -               | -               | -                  | -                  | -                  | -           | -           | -           | 30     | 7      |
| 2014-2015        | Cesena           | A                | 29         | 1          | CI              | 1               | 0               | -                  | -                  | -                  | -           | -           | -           | 30     | 1      |
| 2015-2016        | Cesena           | B                | 28+1       | 1          | CI              | 3               | 1               | -                  | -                  | -                  | -           | -           | -           | 32     | 2      |
| 2016-2017        | Cesena           | B                | 14         | 0          | CI              | 1               | 1               | -                  | -                  | -                  | -           | -           | -           | 15     | 1      |
| 2017-2018        | Cesena           | B                | 16         | 0          | CI              | 1               | 0               | -                  | -                  | -                  | -           | -           | -           | 17     | 0      |
| Totale Cesena    | Totale Cesena    | Totale Cesena    | 97+5       | 8+1        |                 | 6               | 2               |                    | -                  | -                  |             | -           | -           | 107    | 11     |
| ago.-dic. 2018   | Santarcangelo    | D                | 13         | 3          | CI-D            | 1               | 0               | -                  | -                  | -                  | -           | -           | -           | 14     | 3      |
| dic. 2018-2019   | Forlì            | D                | 20         | 2          | CI-D            | -               | -               | -                  | -                  | -                  | -           | -           | -           | 20     | 2      |
| Totale carriera  | Totale carriera  | Totale carriera  | 442        | 36         |                 | 29              | 3               |                    | -                  | -                  |             | -           | -           | 471    | 39     |

### Statistiche da allenatore
Statistiche aggiornate al 13 novembre 2024.
| Stagione        | Squadra         | Campionato      | Campionato | Campionato | Campionato | Campionato | Coppe nazionali | Coppe nazionali | Coppe nazionali | Coppe nazionali | Coppe nazionali | Coppe continentali | Coppe continentali | Coppe continentali | Coppe continentali | Coppe continentali | Altre coppe | Altre coppe | Altre coppe | Altre coppe | Altre coppe | Totale | Totale | Totale | Totale | % Vittorie | Piazzamento |
| Stagione        | Squadra         | Comp            | G          | V          | N          | P          | Comp            | G               | V               | N               | P               | Comp               | G                  | V                  | N                  | P                  | Comp        | G           | V           | N           | P           | G      | V      | N      | P      | %          | Piazzamento |
| --------------- | --------------- | --------------- | ---------- | ---------- | ---------- | ---------- | --------------- | --------------- | --------------- | --------------- | --------------- | ------------------ | ------------------ | ------------------ | ------------------ | ------------------ | ----------- | ----------- | ----------- | ----------- | ----------- | ------ | ------ | ------ | ------ | ---------- | ----------- |
| 2019-2020       | Cattolica       | D               | 26         | 6          | 10         | 10         | CI-D            | 1               | 0               | 0               | 1               | -                  | -                  | -                  | -                  | -                  | -           | -           | -           | -           | -           | 27     | 6      | 10     | 11     | 22,22      | 14º         |
| lug.-ott. 2022  | Pistoiese       | D               | 10         | 2          | 7          | 1          | CI-D            | 2               | 2               | 0               | 0               | -                  | -                  | -                  | -                  | -                  | -           | -           | -           | -           | -           | 12     | 4      | 7      | 1      | 33,33      | Eson.       |
| mar.-giu. 2024  | Pescara         | C               | 6+2        | 3          | 1+1        | 2+1        | CI+CI-C         | -               | -               | -               | -               | -                  | -                  | -                  | -                  | -                  | -           | -           | -           | -           | -           | 8      | 3      | 2      | 3      | 37,50      | Sub., 6º    |
| lug.-nov. 2024  | San Marino      | D               | 11         | 2          | 2          | 7          | CI-D            | 1               | 0               | 0               | 1               | -                  | -                  | -                  | -                  | -                  | -           | -           | -           | -           | -           | 12     | 2      | 2      | 8      | 16,67      | Eson.       |
| Totale carriera | Totale carriera | Totale carriera | 55         | 13         | 21         | 21         |                 | 4               | 2               | 0               | 2               |                    | -                  | -                  | -                  | -                  |             | -           | -           | -           | -           | 59     | 15     | 21     | 23     | 25,42      |             |

## Palmarès

### Giocatore

#### Competizioni nazionali
- Campionato italiano di Serie B: 1

Pescara: 2011-2012

### Allenatore

#### Competizioni giovanili
- Torneo di Viareggio: 1

Sassuolo: 2022